# Galaktička plima
Galaktička plima je plimna sila koja djeluje na objekte podložne gravitacijskom polju galaktika kao što je Mliječna staza (Kumovska slama). Područja koja su osobito zanimljiva u svezi s galaktičkim plimama su galaktičke kolizije, rušenje patuljastih ili satelitskih galaktika te plimni učinak Kumove slame na Oortov oblak Sunčeva sustava.

## Poveznice
- oblak velike brzine
- spalacija svemirskih zraka
- pokus CRESU
- međuplanetni oblak prašine
- toplo-vruća međugalaktička tvar (WHIM)
- bezkolizijski medij
- tvar između galaktičkih skupova (ICM)
- Lokalni međuzvjezdani oblak
- G-oblak
- superskupovi galaktika
- galaktičko vlakno
- međuzvjezdani prah
- praznina (astronomija)
- međuzvjezdani oblik
- međuzvjezdana tvar
- Rocheova granica
- plimni rep